# Savonnerie-szőnyeg
Savonnerie-szőnyegnek nevezik a Párizsban készült csomózott szőnyeget. Első készítőjük Pierre Dupont volt (1604), aki keleti szőnyegeket akart utánozni. IV. Henrik a műhelyt államosította, és Hospice-de-la-Savonnerie-ben helyezte el, a szőnyeg innen kapta nevét. 1826-ban egyesítették a Manufacture des Gobelins-nel.
A gyár a 18. században erősödött meg, ekkor ugyanis a keletről ajándékba kapott szőnyegek elütöttek a rokokó–barokk enteriőröktől. A Savonnerie-szőnyegek mintái antikizáló rokokó stílusban készültek: fekete alapon akantuszindák színes, naturalisztikus virágfüzérekkel és nagy, bronz színű palmettákkal.
A terveket a királyi udvar művészei készítették.